# 부안군 이석수 묘역
이순신 이석수 묘역(扶安君 李碩壽 墓域)은 서울특별시 동작구, 국립서울현충원에 있는 이석수(李碩壽)의 무덤이다. 2005년 9월 15일 서울특별시의 문화재자료 제29호로 지정되었다.

## 개요
이 묘역은 조선 제 9대왕인 성종(成宗)의 손자로 임진왜란 때 선조를 호종(扈從)한 공로로 선무종훈(宣武從勳)된 바 있는 부안군(扶安君) 이석수(李碩壽：1524년~1598년)의 분묘와 그 부인인 현부인(縣夫人) 평강채씨(平康蔡氏)의 분묘가 자리한 묘역으로 현재 동작동 국립서울현충원 안에 위치하고 있다.
부안군 이석수는 성종과 명빈김씨(明嬪金氏)와의 사이에 난 무산군(茂山君)의 아들로 중종 19년(1524년)태어나 선조 31년(1598년)세상을 떠났다. 처음 창선대부(彰善大夫)부안정(扶安正)을 제수 받았으나 갑진년에 혼전(魂殿)에 입직한 공로로 명선대부(明善大夫) 도정(都正)을 제수 받았다. 임진왜란 때 선조를 호위하여 선무종훈(宣武從勳)되었다.
묘역은 그가 세상을 떠난 1598년 경 최초 조성되었을 것이나 묘비가 영조 3년(1727년) 세워진 것으로 보아 이 묘비가 세워질 무렵 재정비가 이루어졌던 것으로 보인다.
묘역 내에는 부안군 이석수의 묘와 그 배위 현부인 평강채씨의 묘 외에도 그손자인 순안군(順安君) 이선룡(李善龍)과 그 배위 현부인(縣夫人)남원윤씨(南原尹氏)의 묘 등 총 4기의 분묘와 석물 6기가 자리하고 있다.
부안군과 평강채씨의 묘는 순안군과 남원윤씨의 묘 아래쪽으로 단차를 두고 위치하고 있다. 묘 뒤쪽으로는 사성(莎城)이 조성되어 분묘를 감싸 안고 있는 형국이며 용미(龍尾)가 조성되어 있다. 묘비에 따르면 부안군이 향좌측(向左側)에,평강채씨가 향우측(向右側)에 자리하고 있다.
묘 앞에는 계체석(階砌石)을 기준으로 볼 때 묘비(墓碑)혼유석(魂遊石)상석(床石) 등이 계체석 위쪽(‘上階砌’라 한다.)으로 놓여 있고,향로석(香爐石)이 상석에 붙어 계체석 아래쪽(‘下階砌’라 한다)으로 배치되어 있다. 그리고 계체석 아래에는 문인석 2기가 각각 좌 우 1기씩 배치되어 있다. 망주석이나 장명등 등의 석물은 없다.
부안군의 묘와 평강채씨의 묘 앞 중간에 세워진 묘비는 농대가첨석(籠臺加檐石)양식으로 비 몸돌을 직육면체의 대좌(‘方趺’라 한다)위에 끼우고 이 위에 한옥 지붕 모양의 돌(‘屋蓋石’이라고 한다)을 얹은 모습을 하고 있다. 묘비 몸돌 앞면에는 해서체로 ‘贈正義大夫扶安君行明善(이상 1행) 大夫扶安都正碩壽之墓(이상 2행) 贈縣夫人平康蔡氏 祔左(이상 3행)’이라고 쓰여 있다. 비 몸돌 후면에는 역시 해서체로 ‘元妣金海許氏墓在楊州長興面鬱峙笠巖下長子(이상 1행) 完城□墓左麓辰坐之原 五代孫 進士 泰齊謹書(이상 2행) 崇禎紀元後百年丁未三月日立(이상 3행)’이라고 새져져 있다. 이러한 비문의 존재로 인해 우리는 이 묘역의 묘주(墓主)가 부안군과 현부인 평강채씨이고, 비는 5대손 이태제(李泰齊)에 의해 영조 3년(1727년) 새겨졌으며, 평강채씨가 부안군의 왼쪽에 묻혔던 사실을 알 수 있게 된다. 그리고 부안군의 첫 부인인 김해 허씨는 양주 장흥면(長興面) 울치(鬱峙)의 입암(笠巖)
아래에 있고 그 맏아들은 왼쪽 기슭 진좌(辰坐)방향에 있었던 사실도 알 수 있게 된다.
문인석은 좌우 모두 금관 조복을 착용하고 손에는 홀(笏)을 든 모습인데 얼굴 부분의 마모가 심한 편이다.
순안군(順安君)이선룡(李善龍)과 그 배위 현부인 남원윤씨,여흥민씨 묘는 봉분이 많이 허물어져 있고 석물이 없다. 이 묘역은 묘역 내에 있는 묘비가 1727년 조성되어 18c석비 조성양식을 대변해 주고 있고, 향로석 상석 문인석도 조성연대는 다소 불분명하나 원형이 잘 유지되어 있으므로 시 문화재자료로 지정한다.

## 지정 내역
| 번호 | 구분                             | 명칭                 | 수량 | 조성연대          |
| ---- | -------------------------------- | -------------------- | ---- | ----------------- |
| 29-1 | 분묘 (총 2기)                    | 부안군 이석수의 묘   | 1기  | 1598년경~1727년경 |
| 29-2 | 분묘 (총 2기)                    | 현부인 평강채씨의 묘 | 1기  | 1598년경~1727년경 |
| 29-3 | 묘지에 부속된 석물 일괄 (총 6기) | 묘비                 | 1기  | 1727년(영조3년)   |
| 29-4 | 묘지에 부속된 석물 일괄 (총 6기) | 혼유석               | 1기  | 불명              |
| 29-5 | 묘지에 부속된 석물 일괄 (총 6기) | 상석                 | 1기  | 불명              |
| 29-6 | 묘지에 부속된 석물 일괄 (총 6기) | 향로석               | 1기  | 불명              |
| 29-7 | 묘지에 부속된 석물 일괄 (총 6기) | 문인석               | 2기  | 불명              |

## 참고 자료
- 부안군 이석수 묘역 - 국가유산청 국가유산포털